# La San-Felice
Pour les articles homonymes, voir Luisa Sanfelice (homonymie).
La San-Felice est un roman historique d'Alexandre Dumas paru en 1864 chez Michel Lévy frères.

## Histoire
Écrit durant le séjour de l'auteur à Naples, il a été initialement publié en trois parties (en France dans La Presse et à Naples dans L'Indipendente) :
- La San-Felice
- Emma Lyonna
- Le Destin de la San-Felice

Il met en scène une idylle amoureuse entre un espion à la solde des Français, Salvato Palmieri, et la femme d'un officier napolitain, Luisa Sanfelice, du renversement de Ferdinand Ier des Deux-Siciles (Ferdinand IV de Naples) par les troupes françaises (1798) à la reconquête du royaume par le cardinal Ruffo (1800).
Le père de l'auteur, le général républicain français Dumas, avait d'ailleurs lui-même été emprisonné par les Bourbons en 1799, ce qui donne une résonance particulière à cette œuvre. Le romancier écrit : « Pendant près de dix-huit mois, j'ai laborieusement et consciencieusement élevé ce monument à la gloire du patriotisme napolitain, et à la honte de la tyrannie bourbonienne. Impartial comme la justice, qu'il soit durable comme l'airain ! ».

## Adaptations

### Au cinéma
- 1942 : Luisa Sanfelice, film italien réalisé par Leo Menardi, avec Laura Solari dans le rôle-titre

### À la télévision
- 1966 : Luisa Sanfelice (it), téléfilm italienne produit par la RAI, avec Lydia Alfonsi dans le rôle-titre
- 2004 : La Sanfelice, téléfilm franco-italien réalisé par les frères Vittorio et Paolo Taviani, avec Laetitia Casta

### À la radio
- 1967 : Luisa de Sanfelice, fiction radiophonique en 10 épisodes, diffusés sur France Culture, produite par l'ONRTF, adaptée par André Fraigneau et Jean Moal, sur une musique d'Henri Sauguet, avec, sans considération d'exhaustivité, Jean Piat, Lily Siou, Marcel André, André Thorent, Geneviève Page, Françoise Fechter, Jean-Pierre Cassel, Jacques Morel.